# 石角竹
石角竹（学名：Bambusa multiplex var. shimadai）为禾本科簕竹属下的一个变种。

## 扩展阅读
- 維基物種上的相關：石角竹